# Kwantisatie (taalkunde)
De termen kwantisatie of kwantisering en kwantiseerbaar verwijzen in de logica en de taalkunde naar het verschijnsel dat iets dat wel waar is voor een taaluiting of entiteit, als geheel niet waar is voor een of meer onderdelen van de taaluiting of entiteit. Zo geldt bijvoorbeeld de benaming "appel"  wel voor de vrucht als geheel, maar niet voor delen hiervan zoals het klokhuis of de schil. Anderzijds is de entiteit "water" als geheel niet kwantiseerbaar, want de benaming geldt (als de structuur van water op atomair niveau even buiten beschouwing wordt gelaten) ook voor delen hiervan en niet alleen voor bijvoorbeeld een meer, vijver of volgelopen bad als geheel.
De term kwantisering kan worden geëxtrapoleerd van tastbare en zichtbare voorwerpen naar door middel van taal beschreven handelingen, waarmee het begrip een centrale rol speelt bij het bepalen van teliciteit.  Ook worden stofnamen door middel van kwantisering van telbare zelfstandige naamwoorden onderscheiden. Het begrip kwantisatie/kwantisering is in de semantiek voor het eerst gebruikt door Manfred Krifka.
Kwantisering kan als volgt in een formule worden samengevat ({\displaystyle U} = het discourse-universum; {\displaystyle X} = de variabele binnen een verzameling; {\displaystyle p} = mereologisch deel van de wiskundige structuur van {\displaystyle U}; {\displaystyle <_{p}} = mereologische tweeplaatsige "deel-van"-relatie):
{\displaystyle (\forall X\subseteq U_{p})(QUA(X)\iff (\forall x,y)(X(x)\wedge X(y)\Rightarrow \neg x<_{p}y))}